# 사물 관할
사물 관할(事物管轄, 영어: subject-matter jurisdiction), 또는 주제 관할(主題管轄)은 법원이 특정 법정 분쟁 중인 사안에 대해 관할권을 가지고 있는지 여부를 말한다.

## 대륙법

### 대한민국
사물관할이란 제1심사건을 다루는 지방법원 단독판사(시군법원)와 지방법원 합의부 사이에서 사건의 경중을 표준으로 재판권의 분담관계를 정해 놓은 것이다. 사물관할은 소가를 기준으로 정해지는 바, 이는 원고가 청구취지로써 구하는 범위 내에서 원고가 전부승소하는 경우에 직접 받는 경제적 이익을 기준으로 객관적으로 평가 산정하여야 한다

#### 합의부의 관할
1. 재정합의사건[3]
2. 소송목적의 값이 2억원을 초과하는 민사사건
3. 민사소송 등 인지법 제2조 4항 소정의 민사사건
4. 재산권상의 소로서 소가를 산출할 수 없는 사건

#### 단독판사의 관할
1. 소송목적의 값이 2억원 이하인 사건
2. 수표금, 어음금 청구사건
3. 은행 • 농업협동조합 • 수산업협동조합 • 축산업협동조합 • 산림조합 • 신용협동조합 • 신용보증기금 • 기술신용보증기금 • 지역신용보증재단 • 새마을금고 • 상호저축은행 • 종합금융회사 • 시설대여회사 • 보험회사 • 신탁회사 • 증권회사 • 신용카드회사 • 할부금융회사 또는 신기술사업 금융회사가 원고인 대여금 • 구상금 . 보증금 청구사건
4. 자동차손해배상법에서 정한 자동차, 원동기장치자전거 • 철도차량의 운행 및 근로자의 업무상재해로 인한 손해배상 청구사건과 이에 관한 채무부존재확인사건
5. 재정단독사건
6. 관련청구

## 영미법
영미법에서 사물 관할은 대인관할(personal jurisdiction)과 대응되는 개념으로서 사물 관할권이 없는 법원에서의 판결은 법적효력이 없다. 사물 관할, 대인 관할, 적절한 공시(adequate notice)는 유효한 판결에 필요한 3가지 요소이다.

### 미국 연방 법원
연방 법원의 사물 관할권은 미국헌법 3장 2조에서 규정된 대로 제한돼 있다. 2개의 중요한 사물 관할권 판단 요소로서는 '연방법적 문제(federal question jurisdiction)인가'와 '복수주 간의 문제(diversity jurisdiction)인가'가 있다.

### 연방 문제 관할
민권 문제, 반독점, 파산, 해상법은 연방법의 고유 영역이다.

## 참고 문헌
- Black's Law Dictionary 1486 (8th ed. 2004)